# Пятая пятилетка
Пятая пятилетка (1951—1955) — пятый пятилетний план развития народного хозяйства СССР после окончания Великой Отечественной войны. Пятый пятилетний план в соответствии с директивами прошедшего в октябре 1952 года XIX съезда КПСС (доклад М. З. Сабурова «Директивы XIX съезда партии по пятому пятилетнему плану развития СССР на 1951—1955 годы») предусматривал дальнейший подъём всех отраслей народного хозяйства, повышение материального благосостояния и культурного уровня народа.

## Экономические показатели
За пятилетку национальный доход вырос на 71 %, объём промышленной продукции — на 85 %, продукции сельского хозяйства — на 21 %, объём капитальных вложений в советскую экономику — почти вдвое. Среднегодовые темпы роста советского ВВП в 1951—1955 годах составляли 11 %.
Многие объекты и цели IV, и особенно V и VI Пятилетних планов не были достигнуты из-за серии единовременных волюнтаристских управленческих актов, хозяйственных и административных единоличных решений от марта-июня 1953 г., выдвинутых и утверждённых СМ СССР на основании записок и письменных инициатив Л. Берия в первые недели после смерти И. Сталина.
В начале 1950-х годов, в связи с началом пятой пятилетки, по планам которой предусматривалась массовая электрификация железных дорог, в СССР вновь вернулись к электровозам переменного тока.
В конце 1954 года ЦК КПСС и Совет Министров СССР созвали в Кремле второе Всесоюзное совещание строителей, которое вошло в историю, как совещание по индустриализации строительства, важный этап в развитии новой техники, совершенствовании организации строительного производства и усилении внимания к вопросам экономики строительства.
В годы пятой пятилетки вступили в строй:
- Волго-Донской судоходный канал;
- гидроэлектростанции — Цимлянская, Гюмушская, Верхнесвирская, Мингечаурская, Усть-Каменогорская и Бухтарминская; первые очереди Камской, Каховской, Нарвской, Княжегубской ГЭС;[7]
- Кутаисский автомобильный завод.